# Bacchisa subannulicornis
Bacchisa subannulicornis es una especie de escarabajo longicornio del género Bacchisa, tribu Astathini, subfamilia Lamiinae. Fue descrita científicamente por Breuning en 1964.

## Descripción
Mide 9-13,5 milímetros de longitud.

## Distribución
Se distribuye por Laos.